# Reprezentacja Australii w hokeju na lodzie mężczyzn

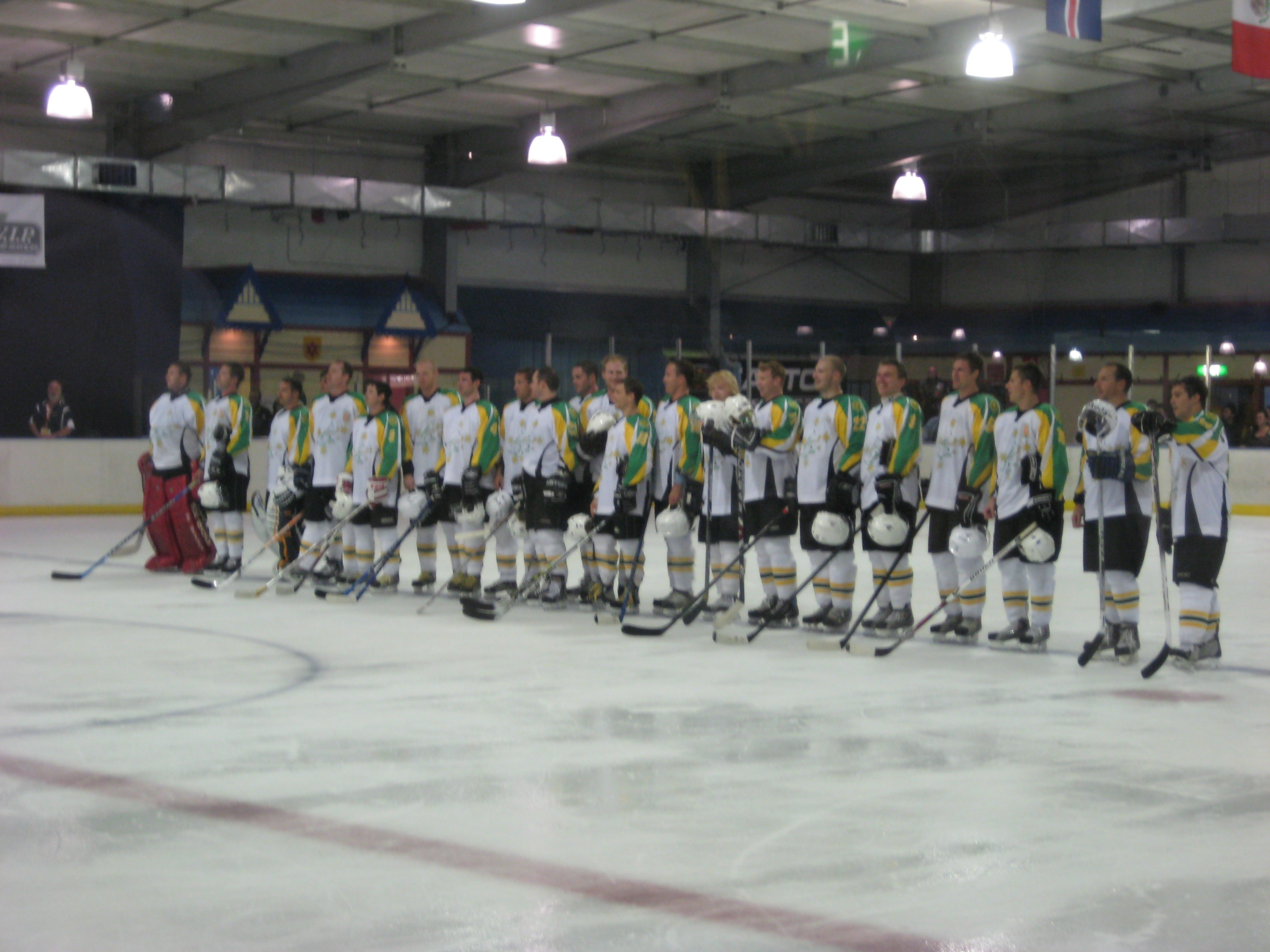
Reprezentacja Australii po meczu z Hiszpanią (2008)

Reprezentacja Australii w hokeju na lodzie mężczyzn – kadra Australii w hokeju na lodzie mężczyzn.
Australia występuje w I dywizji i zajmuje 34. miejsce w rankingu IIHF. Reprezentacja ta raz wystąpiła na igrzyskach olimpijskich w 1960. Wielu zawodników reprezentacji Australii to emigranci z Kanady. Przydomkiem reprezentacji Australii jest Mighty Roos. W 2008 roku reprezentacja z Antypodów po raz pierwszy w historii awansowała do pierwszej dywizji. Po czym w 2009 roku ponownie spadła do drugiej dywizji by w 2011 po turnieju w Melbourne powrócić do dywizji pierwszej.

## Wyniki na Mistrzostwach Świata
- 2002: 4. miejsce w II dywizji
- 2003: 4. miejsce w II dywizji
- 2004: 3. miejsce w II dywizji
- 2005: 2. miejsce w II dywizji
- 2006: 3. miejsce w II dywizji
- 2007: 2. miejsce w II dywizji
- 2008: 1. miejsce w II dywizji
- 2009: 6. miejsce w I dywizji
- 2010: 2. miejsce w II dywizji
- 2011: 1. miejsce w II dywizji
- 2012: 6. miejsce w I dywizji grupie B